# Helictotrichon longum
Helictotrichon longum är en gräsart som först beskrevs av Otto Stapf, och fick sitt nu gällande namn av Herold Georg Wilhelm Johannes Schweickerdt. Helictotrichon longum ingår i släktet Helictotrichon och familjen gräs. Inga underarter finns listade i Catalogue of Life.